# Mario Massa (regista)
Mario Massa (Foggia, 2 gennaio 1897 – Milano, 1º gennaio 1973) è stato uno sceneggiatore, regista e scrittore italiano.

## Biografia
Giornalista e scrittore, inizia a lavorare per il cinema alla fine degli anni Trenta a Roma, realizzando in particolare soggetti di carattere comico e per commedie sentimentali, arrivando alla regia con il film Vietato ai minorenni, con la collaborazione tecnica di Domenico Gambino.

## Filmografia
- Il signore a doppio petto, regia di Flavio Calzavara (1941), soggetto e sceneggiatura
- Con le donne non si scherza, regia di Giorgio Simonelli (1941), soggetto e sceneggiatura
- Un marito per il mese di aprile, regia di Giorgio Simonelli (1941), soggetto e sceneggiatura
- A che servono questi quattrini?, regia di Esodo Pratelli (1942), sceneggiatura
- La moglie in castigo, regia di Leo Menardi (1943), sceneggiatura
- Vietato ai minorenni, (1944, soggetto, sceneggiatura e regia
- La figlia del mendicante, regia di Carlo Campogalliani (1949), sceneggiatura
- Verginità, regia di Leonardo De Mitri (1951), attore
- Abracadabra, regia di Max Neufeld (1952), sceneggiatura
- Er fattaccio, regia di Riccardo Moschino (1952), sceneggiatura

## Riconoscimenti
Nel 1935 ha ricevuto il Premio Viareggio ex aequo con Stefano Landi per l'opera Uomo solo (Circoli).